# Tavistock
Tavistock è un paese di 11 018 abitanti della contea del Devon, in Inghilterra. Notevole è la chiesa abbaziale, circondata dal parco rigoglioso con l'antico cimitero e le lapidi plurisecolari tradizionalmente verticali. È il paese di nascita di sir Francis Drake.

## Amministrazione

### Gemellaggi
Tavistock è gemellata con:
- Pontivy
- Celle